# Marina Mel'nikova
Marina Anatoljevna Mel'nikova (in russo Марина Анатольевна Мельникова?; Perm', 5 febbraio 1989) è una tennista russa.

## Biografia
Marina Melnikova è attualmente allenata da Oleg Mannapov. Suo padre si chiama Anatoliy, sua madre Elena, e ha un fratello, Sergey. Ha iniziato a giocare a tennis all'età di sette anni, venendo introdotto alla disciplina dal padre. Le sue superfici preferite sono il cemento e la terra rossa, mentre il suo colpo preferito sono le palle corte. Dopo aver terminato gli studi nel 2008, la lasciato la Russia per trasferirsi in Germania. Parla il russo, l'inglese e il tedesco, le piace dormire, guidare e fare shopping. Il suo idolo è Martina Hingis.

## Carriera
Vincitrice di 6 titoli nel singolare e 16 titoli nel doppio nel circuito ITF, il 4 maggio 2015 ha raggiunto la sua migliore posizione nel singolare WTA piazzandosi 170ª. Il 20 giugno 2016 ha raggiunto il miglior piazzamento mondiale nel doppio all'80ª posizione.
Nei tornei del Grande Slam vanta un primo turno al Wimbledon nel 2016 sconfitta da Julija Putinceva, mentre negli altri è sempre stata sconfitta al primo turno delle qualificazioni: Australian Open (2015, 2020, 2021), Open di Francia (2015, 2020, 2021) e US Open (2014, 2015, 2016). In doppio, fallisce le qualificazioni al Torneo di Wimbledon nel 2016, facendo coppia con la connazionale Vera Duševina.
Marina ha debuttato nel circuito WTA nel 2008 al torneo di Barcellona, dove viene sconfitta nei quarti di finale giocando in coppia con Ekaterina Ivanova. L'anno seguente, prende parte a 's-Hertogenbosch con Patricia Mayr, ma vengono eliminate al primo turno.
Dal 2013, Marina partecipa regolarmente a tornei WTA maggiormente nel doppio, dove riesce a raggiungere i quarti di finale a Brussels, il primo a livello Premier in coppia con Aljaksandra Sasnovič, a Båstad con Ksenia Palkina e a Baku con Ilona Kramen'. Nei tornei di 's-Hertogenbosch e Palermo va fuori all'esordio, giocati rispettivamente con Polina Pechova e Teodora Mirčić. Con quest'ultima partecipa nel 2014 a Norimberga, uscendo al primo turno. Stessa sorte anche nel torneo di Rabat con Margarita Gasparjan, mentre con Sofia Šapatava non va oltre al primo ostacolo in quei di Bogotà e Bad Gastien. Si rifà a Nanchang, dove nel singolare supera al primo turno Gioia Barbieri, ma viene sconfitta al secondo dalla quarta testa di serie Luksika Kumkhum, mentre in doppio gioca proprio con la Barbieri uscendo nei quarti di finale.
Nel 2015, Marina inizia ad ottenere i suoi primi risultati rilevati nel singolare, a Stoccarda viene ripescata come lucky loser facendo così il suo debutto in un tabellone principale nel singolare, battendo al primo turno Petra Martić conquistando la sua prima vittoria in un main draw arrivata anche in una categoria Premier, ma al turno seguente viene eliminata dalla sesta testa di serie Ekaterina Makarova. Successivamente, rimedia due primi turni a Florianópolis, sconfitta al primo turno dalla settima testa di serie Laura Siegemund, e a Taipei, eliminata da Jaroslava Švedova. Nel finale di stagione, raggiunge il suo primo quarto di finale di categoria 125s arrivato a Carlsbad, sconfiggendo la qualificata Sharon Fichman e la terza testa di serie Bojana Jovanovski, perdendo poi da Jennifer Brady. In doppio la stagione risulta positiva, nonostante due sconfitte agli esordi a Bogotà e Carlsbad, rispettivamente con la Šapatava ed Elica Kostova, raggiunge inizialmente la sua prima semifinale in carriera a Florianópolis, insieme alla spagnola Laura Pous Tió, ma la prima soddisfazione arriva il 22 novembre, dove gioca la sua prima finale in carriera a livello 125s, arrivata in coppia con Elise Mertens, dove però vengono battute dalla coppia giapponese composta da Kanae Hisami e Kotomi Takahata.
Il 10 aprile 2016, Marina disputa la sua seconda finale in carriera in doppio, la prima International, a Katowice, dove fa coppia con la connazionale Valentina Ivachnenko e vengono sconfitte dalle giapponesi Eri Hozumi e Miyu Katō. Sempre con la Ivachnenko, prende parte ai tornei di Norimberga, Maiorca, Bucarest e Nanchang, ma in tutte le occasioni vanno fuori al primo turno. Ritorna a giocare con la Šapatava ad Istanbul, ma non vanno oltre al primo ostacolo. Nemmeno con Verónica Cepede Royg e Amra Sadiković riesce a trovare fortuna, eliminate all'esordio nei tornei di Bogotà e Rabat. Riesce a raggiungere due quarti di finale a Taipei, con la lussemburghese Mandy Minella, e a Kuala Lumpur, raggiunti con la connazionale Aleksandra Panova. A fine stagione, fa coppia con la bielorussa Lidzija Marozava nei tornei di Linz e Mosca, ma entrambe le volte non hanno fortuna, eliminate al primo turno. Nel singolare, viene ripescata come lucky loser a Taipei e viene sconfitta all'esordio dalla terza testa di serie Putinceva. Stesso risultato anche in quel di Bogotà, dove esce battuta dalla sesta testa di serie Tatjana Maria, e a Nanchang, eliminata dalla futura finalista Duan Yingying. Nei tornei di Norimberga e Istanbul supera le qualificazioni, per poi venir sconfitta al primo turno dalla Siegemund e dalla futura vincitrice del torneo Çağla Büyükakçay.
Dopo una stagione altalenante, nel 2018 Marina torna a disputare un buon tennis, riuscendo a qualificarsi nel singolare in ben tre occasioni, a Strasburgo, a 's-Hertogenbosch, e a Limoges, dove però in nessuna delle tre occasioni riesce ad andare oltre il primo turno, venendo battuta rispettivamente dalla ex numero 5 al mondo Lucie Šafářová, Viktória Kužmová e la Gasparjan.
Nel 2020, Marina raggiunge il secondo quarto di finale a livello 125s in carriera a Praga, sconfiggendo la tredicesima testa di serie Ankita Raina, Anna Bondár, Lara Salden e la trentesima testa di serie Renata Zarazúa, uscendo poi sconfitta dalla dodicesima forza del tabellone Nadia Podoroska.

## Statistiche WTA

### Doppio

#### Sconfitte (1)
| Legenda               |
| --------------------- |
| Grande Slam (0)       |
| Argenti Olimpici (0)  |
| WTA Finals (0)        |
| WTA Elite Trophy (0)  |
| Premier Mandatory (0) |
| Premier 5 (0)         |
| Premier (0)           |
| International (1)     |

| N. | Data           | Torneo                  | Superficie  | Compagna             | Avversarie in finale | Punteggio        |
| 1. | 10 aprile 2016 | Katowice Open, Katowice | Cemento (i) | Valentina Ivachnenko | Eri Hozumi Miyu Katō | 6-3, 5-7, [8-10] |

## Circuito WTA 125

### Doppio

#### Sconfitte (1)
| N. | Data             | Torneo                         | Superficie    | Compagna      | Avversarie in finale         | Punteggio |
| 1. | 22 novembre 2015 | OEC Taipei Ladies Open, Taipei | Sintetico (i) | Elise Mertens | Kanae Hisami Kotomi Takahata | 1-6, 2-6  |

## Statistiche ITF

### Singolare

#### Vittorie (7)
| Torneo $100.000 (0) |
| Torneo $80.000 (0)  |
| Torneo $75.000 (0)  |
| Torneo $60.000 (0)  |
| Torneo $50.000 (1)  |
| Torneo $40.000 (0)  |
| Torneo $25.000 (5)  |
| Torneo $15.000 (0)  |
| Torneo $10.000 (1)  |

| N. | Data              | Torneo                                                    | Superficie  | Avversaria in finale | Punteggio   |
| 1. | 21 settembre 2008 | Open GDF SUEZ Région Limousin, Limoges                    | Cemento (i) | Valerija Savinych    | 1-0, rit.   |
| 2. | 15 novembre 2014  | CCI ITF Women's US Tennis Tournament, Mumbai              | Cemento     | Tadeja Majerič       | 6-2, 7-6(4) |
| 3. | 12 giugno 2016    | Aegon Surbiton Trophy, Surbiton                           | Erba        | Stéphanie Foretz     | 6-3, 7-6(6) |
| 4. | 24 settembre 2017 | Royal Cup NLB Banka, Podgorica                            | Terra rossa | Jesika Malečková     | 6-2, 6-0    |
| 5. | 9 dicembre 2018   | Oasis Solapur Open Women's ITF Tennis Tournament, Solapur | Cemento     | Lu Jiajing           | 6-1, 6-2    |
| 6. | 13 ottobre 2019   | The Shipyard Cup, Hilton Head Island                      | Terra verde | Elizabeth Halbauer   | 6-3, 6-4    |
| 7. | 20 marzo 2022     | Copa BNP Paribas, Anapoima                                | Terra rossa | Paula Ormaechea      | 6-2, 6-1    |

#### Sconfitte (11)
| Torneo $100.000 (0) |
| Torneo $80.000 (0)  |
| Torneo $75.000 (0)  |
| Torneo $60.000 (0)  |
| Torneo $50.000 (1)  |
| Torneo $40.000 (0)  |
| Torneo $25.000 (9)  |
| Torneo $15.000 (1)  |
| Torneo $10.000 (0)  |

| N.  | Data              | Torneo                                             | Superficie  | Avversaria in finale      | Punteggio     |
| 1.  | 11 settembre 2011 | Saransk Cup, Saransk                               | Terra rossa | Aleksandra Panova         | 0-6, 2-6      |
| 2.  | 16 febbraio 2014  | Circuito Feminino Future de Tênis, São Paulo       | Terra rossa | Stephanie Vogt            | 1-6, 4-6      |
| 3.  | 29 giugno 2014    | Rolls Royce Women's Cup Kristinehamn, Kristinehamn | Terra rossa | Ysaline Bonaventure       | 3-6, 3-6      |
| 4.  | 3 settembre 2017  | FOCUS Tennis Only Open, Schoonhoven                | Terra rossa | Ana Sofía Sánchez         | 3-6, 4-6      |
| 5.  | 22 settembre 2019 | Royal Cup NLB Banka, Podgorica                     | Terra rossa | Tena Lukas                | 4-6, 5-7      |
| 6.  | 17 novembre 2019  | Pavlov Cup, Minsk                                  | Cemento (i) | Anastasija Zacharova      | 3-6, 4-6      |
| 7.  | 8 marzo 2020      | The Ilana Kloss International, Potchefstroom       | Cemento     | Samantha Murray Sharan    | 6-2, 2-6, 4-6 |
| 8.  | 2 maggio 2021     | Oeiras Ladies, Oeiras                              | Terra rossa | María Gutiérrez Carrasco  | 3-6, 2-6      |
| 9.  | 5 settembre 2021  | Marbella Intecracy ITF Cup, Marbella               | Terra rossa | Park So-hyun              | 1-6, 6(6)-7   |
| 10. | 13 febbraio 2022  | Egypt Women's Future, Sharm el-Sheikh              | Cemento     | Alexandra Cadanțu-Ignatik | 6-0, 3-6, 3-6 |
| 11. | 25 agosto 2024    | BTHC Women's Open, Braunschweig                    | Terra rossa | Sinja Kraus               | 3-6, 6-3, 1-6 |

### Doppio

#### Vittorie (16)
| Torneo $100.000 (0) |
| Torneo $80.000 (0)  |
| Torneo $75.000 (0)  |
| Torneo $60.000 (0)  |
| Torneo $50.000 (3)  |
| Torneo $40.000 (1)  |
| Torneo $25.000 (5)  |
| Torneo $15.000 (0)  |
| Torneo $10.000 (7)  |

| N.  | Data              | Torneo                                                                                   | Superficie      | Compagna                    | Avversarie in finale                      | Punteggio           |
| 1.  | 10 novembre 2007  | ITF Women's Circuit Mallorca, Palma di Maiorca                                           | Terra rossa     | Sylwia Zagórska             | Julia Glushko Charlène Vanneste           | 6-4, 6-4            |
| 2.  | 17 febbraio 2008  | Albufeira Ladies Open, Albufeira                                                         | Cemento         | Julia Glushko               | Martina Babáková Elena Čalova             | 6–3, 0–6, [11–9]    |
| 3.  | 23 novembre 2008  | Astana Womens, Astana                                                                    | Cemento (i)     | Anastasija Poltorac'kaja    | Sofia Šapatava Marina Šamajko             | 6-1, 6-1            |
| 4.  | 24 gennaio 2009   | Segro International Um Den Cup Der Deutschen Vermögensberatung, Kaarst                   | Sintetico (i)   | Elena Čalova                | Julia Babilon Franziska Etzel             | 6-3, 6-2            |
| 5.  | 15 novembre 2009  | Open du Havre, Le Havre                                                                  | Terra rossa (i) | Mihaela Buzărnescu          | Amandine Hesse Alizé Lim                  | 6-2, 7-6(4)         |
| 6.  | 4 dicembre 2010   | Palmera ITF Women's Circuit, Ain Elsokhna                                                | Terra rossa     | Galina Fokina               | Indra Bigi Nicole Clerico                 | 6–3, 2–6, [13–11]   |
| 7.  | 23 gennaio 2011   | Internationaler Württembergische Hallenmeisterschaften um den Südwestbank-Cup, Stoccarda | Cemento (i)     | Daniëlle Harmsen            | Jana Čepelová Michaela Pochabová          | 3-6, 6-4, [14-12]   |
| 8.  | 17 settembre 2011 | Save Cup, Mestre                                                                         | Terra rossa     | Valentina Ivachnenko        | Tímea Babos Magda Linette                 | 6–4, 7–5            |
| 9.  | 13 aprile 2013    | Heraklion Hellenic Zeus Circuit, Heraklion                                               | Sintetico       | Teodora Mirčić              | Despina Papamichail Giulia Sussarello     | 6-1, 6–4            |
| 10. | 12 luglio 2015    | Bursa Cup, Bursa                                                                         | Terra rossa     | Laura Pous Tió              | Sofia Šapatava Anastasyja Vasyl'eva       | 6-4, 6-4            |
| 11. | 19 dicembre 2015  | Ankara Cup, Ankara                                                                       | Cemento (i)     | María José Martínez Sánchez | Paula Kania Lesley Kerkhove               | 6-4, 5-7, [10-8]    |
| 12. | 22 giugno 2019    | Open Montpellier Méditerranée Métropole Hérault, Montpellier                             | Terra rossa     | Eva Wacanno                 | Albina Khabibulina Julia Wachaczyk        | 4–6, 6–4, [10–3]    |
| 13. | 31 agosto 2019    | Vista Prague Open, Praga                                                                 | Terra rossa     | Suzan Lamens                | Katarzyna Piter Anastasija Šošjna         | 6-2, 5-7, [10-8]    |
| 14. | 9 novembre 2019   | Open International de Tennis Féminin de Saint-Etienne, Saint-Étienne                     | Cemento (i)     | Laura Ioana Paar            | Cristina Bucșa Julia Wachaczyk            | 6-3, 6(7)-7, [11-9] |
| 15. | 24 aprile 2021    | Oeiras Ladies Open, Oeiras                                                               | Terra rossa     | Suzan Lamens                | Natela Dzalamidze Sof'ja Lansere          | 6-3, 6-1            |
| 16. | 17 febbraio 2024  | Chaly Women's, Morelia                                                                   | Cemeto          | Lesley Pattinama Kerkhove   | Irene Burillo Escorihuela Rasheeda McAdoo | 6-4, 4-6, [11-9]    |

#### Sconfitte (21)
| Torneo $100.000 (0) |
| Torneo $80.000 (0)  |
| Torneo $75.000 (0)  |
| Torneo $60.000 (1)  |
| Torneo $50.000 (4)  |
| Torneo $40.000 (0)  |
| Torneo $25.000 (8)  |
| Torneo $15.000 (0)  |
| Torneo $10.000 (7)  |

| N.  | Data              | Torneo                                                    | Superficie    | Compagna                | Avversarie in finale                      | Punteggio           |
| 1.  | 18 agosto 2007    | Savitaipale Ladies Open, Savitaipale                      | Terra rossa   | Marcella Koek           | Nicole Clerico Davinia Lobbinger          | 6(4)–7, 5–7         |
| 2.  | 26 aprile 2008    | Namangan Women's Tournament, Namangan                     | Cemento       | Chayenne Ewijk          | Vasilisa Davjdova Marija Žarkova          | 6–3, 5–7, [6–10]    |
| 3.  | 4 ottobre 2008    | Porto Open, Porto                                         | Terra rossa   | Michelle Gerards        | Jana Jandová Kateřina Vaňková             | 3–6, 6–4, [6–10]    |
| 4.  | 8 novembre 2008   | ITF Women's Circuit Mallorca, Maiorca                     | Terra rossa   | Michelle Gerards        | Benedetta Davato Giulia Gasparri          | 2–6, 4–6            |
| 5.  | 31 luglio 2010    | ITF Women's Circuit Bree, Bree                            | Terra rossa   | Marcella Koek           | Sofie Oyen Demi Schuurs                   | 0–6, 1-6            |
| 6.  | 11 dicembre 2010  | Palmera ITF Women's Circuit, Ain Elsokhna                 | Terra rossa   | Galina Fokina           | Sofija Kovalec Chanel Simmonds            | 1–6, 2–6            |
| 7.  | 29 gennaio 2011   | Segro International, Kaarst                               | Sintetico (i) | Paula Kania             | Nikola Fraňková Tereza Hladíková          | 6–3, 6(1)–7, [8–10] |
| 8.  | 2 luglio 2011     | Open Diputación, Pozoblanco                               | Terra rossa   | Sofia Šapatava          | Nina Bratchikova Irena Pavlović           | 2-6, 4-6            |
| 9.  | 28 gennaio 2012   | Segro International, Kaarst                               | Sintetico (i) | Aleksandra Artamonova   | Margarita Gasparjan Anna Smolina          | 7-6(6), 2-6, [8-10] |
| 10. | 20 luglio 2012    | Internazionali di Imola, Imola                            | Sintetico     | Tadeja Majerič          | Alice Balducci Federica Di Sarra          | w/o                 |
| 11. | 4 agosto 2012     | Rebecq Ladies Trophy, Rebecq                              | Terra rossa   | Lesley Kerkhove         | Diana Buzean Daniëlle Harmsen             | 4–6, 2–6            |
| 12. | 11 settembre 2012 | Allianz Cup, Sofia                                        | Terra rossa   | Ioana Raluca Olaru      | Katarzyna Piter Barbara Sobaszkiewicz     | 5-7, 1-6            |
| 13. | 14 dicembre 2013  | Circuito Femenil Mérida, Mérida                           | Terra rossa   | Laura Ioana Andrei      | Vanesa Furlanetto Florencia Molinero      | 6–2, 6(8)–7, [7–10] |
| 14. | 5 maggio 2014     | ITF Womens Tennis Club de Tunis, Tunisi                   | Terra rossa   | Beatriz García Vidagany | Andrea Gámiz Valerija Savinych            | 4-6, 1-6            |
| 15. | 15 agosto 2014    | Westend Ladies Tennis Cup, Westend                        | Cemento       | Evgenija Rodina         | Ysaline Bonaventure Elise Mertens         | 2-6, 2-6            |
| 16. | 30 agosto 2014    | Open International Féminin de Wallonie de Tennis, Fleurus | Terra rossa   | Hilda Melander          | Arantxa Rus Demi Schuurs                  | 4-6, 1-6            |
| 17. | 22 novembre 2014  | QNet Open, Nuova Delhi                                    | Cemento       | Elise Mertens           | Liu Chang Lu Jiajing                      | 3–6, 0–6            |
| 18. | 26 settembre 2015 | Internacional Femenil Monterrey, Monterrey                | Cemento       | Mandy Minella           | Ysaline Bonaventure Elise Mertens         | 4-6, 6-3, [9-11]    |
| 19. | 10 ottobre 2015   | Abierto Tampico, Tampico                                  | Cemento       | Verónica Cepede Royg    | María Irigoyen Barbora Krejčíková         | 5-7, 2-6            |
| 20. | 4 agosto 2019     | Knoll Open, Bad Saulgau                                   | Terra rossa   | Ksenija Laskutova       | Georgina García Pérez Sara Sorribes Tormo | 3-6, 1-6            |
| 21. | 17 aprile 2021    | Oeiras Ladies Open, Oeiras                                | Terra rossa   | Conny Perrin            | Lidzija Marozava Andreea Mitu             | 3-6, 6-4, [3-10]    |